# Ian McDonald (Musiker)

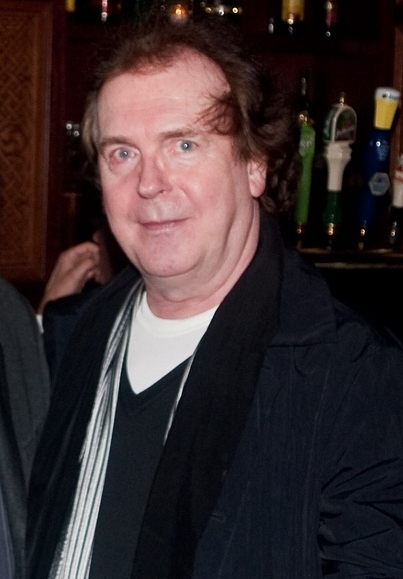
Ian McDonald (2009)

Ian McDonald (* 25. Juni 1946 in London; † 9. Februar 2022 in New York City) war ein britischer Musiker und Multiinstrumentalist. Er wurde als Gründungsmitglied von King Crimson und Foreigner bekannt. Sein Repertoire reichte von der Klassik über Tanzmusik bis hin zum Rock ’n’ Roll.

## Leben und Karriere
McDonald hatte fünf Jahre in einer Militärkapelle der British Army gespielt, bevor er 1969 mit Robert Fripp, Greg Lake, Michael Giles und Peter Sinfield King Crimson gründete. Das Debütalbum der Band, In the Court of the Crimson King, wurde von McDonald als Musiker und Songschreiber entscheidend mitgeprägt. Wegen musikalischer Differenzen verließen er und Giles danach die Gruppe und veröffentlichten das Album McDonald & Giles. 1974 stieß McDonald kurzzeitig wieder zu King Crimson, zunächst als Gastmusiker auf dem Album Red; zu einem geplanten Wiedereinstieg kam es jedoch nicht mehr, da Fripp die Band nach der Veröffentlichung des Albums auflöste.
1976 war er Gründungsmitglied bei Foreigner, auf deren ersten drei Alben er mitwirkte. Das in Deutschland bekannteste Stück aus dieser Phase der Band war die Single Cold as Ice. Zudem arbeitete McDonald als Produzent und Studiomusiker und ist z. B. im Hit Get It On von T. Rex zu hören. Zudem spielte er mit Judy Dyble, Steve Hackett und Asia. 1999 veröffentlichte er das Soloalbum Drivers Eyes mit mehreren prominenten Gästen, darunter seine Ex-Bandkollegen Michael Giles und Lou Gramm. Außerdem steuerte er drei Songs für den Soundtrack des 1998 nur in Japan erschienenen Videospiels Wachenröder bei, Day Dream, Catastrophe und Blind Girl.
Das 1997 erschienene 4-CD-Set Epitaph mit seltenen Liveaufnahmen der 1969er Besetzung von King Crimson weckte Interesse an frühem Crimson-Material. Daraufhin wurde 2002 die 21st Century Schizoid Band gegründet, und mehrere Tourneen und Live-Alben folgten. In der Band spielten neben McDonald (Saxophon, Flöte, Keyboards) die früheren King-Crimson-Mitglieder Michael Giles (Schlagzeug, Percussion), Peter Giles (E-Bass), Mel Collins (Alt-/Tenorsaxophon, Flöte, Keyboards) und Jakko Jakszyk von Level 42 (Gitarre, Gesang). Nach der ersten Tournee wurde Michael Giles durch den ehemaligen King-Crimson-Schlagzeuger Ian Wallace ersetzt.
Ian McDonald starb im Februar 2022 in seinem Wohnort New York City im Alter von 75 Jahren an den Folgen einer Krebserkrankung.

## Diskografie (Auswahl)
Studioalben
- 1999: Drivers Eyes (Camino Records)